# Małgorzata Winiarczyk-Kossakowska
Małgorzata Dorota Winiarczyk-Kossakowska (ur. 6 czerwca 1961 w Staszowie, zm. 22 sierpnia 2024) – polska politolog, polityk, nauczycielka akademicka, posłanka na Sejm II i IV kadencji.

## Życiorys

### Wykształcenie i praca naukowo-dydaktyczna
W 1985 ukończyła studia na Wydziale Dziennikarstwa i Nauk Politycznych Uniwersytetu Warszawskiego, w 1989 uzyskała stopień doktora nauk humanistycznych na Uniwersytecie w Rostowie nad Donem (w ramach stypendium MEN). W 2009 na Wydziale Dziennikarstwa i Nauk Politycznych UW uzyskała stopień stopień doktora habilitowanego nauk humanistycznych w zakresie nauk o polityce.
Od 2001 do 2007 była adiunktem w Wyższej Szkole Pedagogicznej TWP w Warszawie. Została pracownikiem naukowym w Instytucie Nauk Politycznych na Wydziale Zarządzania i Administracji Uniwersytetu Jana Kochanowskiego w Kielcach. Była nauczycielem akademickim w Instytucie Stosunków Międzynarodowych Akademii Obrony Narodowej. Była również zatrudniona na stanowisku profesora nadzwyczajnego na Uniwersytecie Pedagogicznym w Krakowie.
Opublikowała m.in. monografię pt. Ustawy III Rzeczypospolitej o stosunku państwa do kościołów chrześcijańskich.

### Działalność polityczna
Od początku lat 80. do rozwiązania (1990) należała do Polskiej Zjednoczonej Partii Robotniczej. Następnie wstąpiła do Socjaldemokracji Rzeczypospolitej Polskiej. Na początku lat 90. pracowała w zespole parlamentarno-samorządowym rady naczelnej tej partii i w biurze klubu parlamentarnego Sojuszu Lewicy Demokratycznej. Z list tego ugrupowania dwukrotnie była wybierana na posła – w 1993 w elbląskim i w 2001 w okręgu kieleckim. W 1997 nie uzyskała poselskiej reelekcji. W Sejmie IV kadencji była wiceprzewodniczącą Komisji Administracji i Spraw Wewnętrznych. Od maja do lipca 2004 była deputowaną do Parlamentu Europejskiego V kadencji.
W rządzie Włodzimierza Cimoszewicza pełniła funkcję wiceministra spraw wewnętrznych i administracji (1997). W latach 1998–2001 zasiadała w sejmiku pomorskim, była też doradcą Aleksandra Kwaśniewskiego.
W 2004 przeszła z SLD do Socjaldemokracji Polskiej. Zasiadała w zarządzie krajowym tej partii. W 2005 i 2007 jako kandydatka tej partii bez powodzenia kandydowała do Sejmu. Później odeszła z SDPL. W 2010 weszła w skład zespołu doradców Grzegorza Napieralskiego, kandydata na urząd prezydenta RP. Została także dyrektorem klubu poselskiego SLD. W 2011 z listy tej partii po raz kolejny kandydowała bezskutecznie do Sejmu. Ponownie wstąpiła do SLD, w 2014 bez powodzenia startowała do Parlamentu Europejskiego oraz do rady Bemowa. W 2022 odeszła z powstałej z przekształcenia SLD Nowej Lewicy. Była członkinią zarządu głównego Stowarzyszenia Parlamentarzystów Polskich.

## Publikacje
- Ustawy III Rzeczypospolitej o stosunku państwa do kościołów chrześcijańskich, Dom Wydawniczy Elipsa, Warszawa 2004.

## Odznaczenia
W 1997 została odznaczona przez prezydenta Aleksandra Kwaśniewskiego Srebrnym Krzyżem Zasługi.